# Logi Geirsson
Logi Geirsson (* 10. Oktober 1982 in Reykjavík) ist ein ehemaliger isländischer Handballspieler. Er ist 1,90 m groß und wiegt 94 kg.
Geirsson, der zuletzt für den FH Hafnarfjörður spielte und für die isländische Männer-Handballnationalmannschaft auflief, konnte als Linksaußen, als Rückraum-Links oder als Rückraum-Mitte eingesetzt werden.

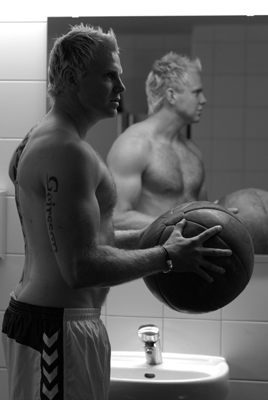
Logi Geirsson

## Karriere
Geirsson begann mit dem Handballspiel beim FH Hafnarfjörður in Island. 2004 wechselte er zum TBV Lemgo in die 1. Handball-Bundesliga. 2006 und 2010 wurde er mit den Lippern EHF-Pokalsieger. Im Jahr 2010 kehrte er nach Hafnarfjörður zurück. Mit Hafnarfjörður gewann er 2011 die Isländische Meisterschaft. Aufgrund immer wieder auftretender Schulterverletzungen beendete er anschließend seine Karriere.
Logi Geirsson bestritt 97 Länderspiele für die isländische Männer-Handballnationalmannschaft, in denen er 289 Treffer erzielte. Mit Island gewann er bei den Olympischen Spielen 2008 in Peking die Silbermedaille.

## Erfolge

### Isländische Nationalmannschaft
- Weltmeisterschaft 2007, 8. Platz.
- Olympischen Spiele 2008, Silber
- Europameisterschaft 2010, Bronze

### TBV Lemgo
- EHF-Pokalsieger 2006 und 2010

### FH Hafnarfjörður
- isländische Meister 2011